# Championnat d'Israël de football 2017-2018
Navigation
Édition précédente Édition suivante
La saison 2017-2018 est la 66e édition du championnat d'Israël de football. Elle oppose les quatorze meilleurs clubs d'Israël lors d'une première phase de vingt-six journées. À l'issue de cette première phase, les six premiers disputent la poule pour le titre, tandis que les huit derniers prennent part à la poule de relégation, qui voit les deux derniers être relégués en Liga Leumit.
Trois places qualificatives pour les compétitions européennes seront attribuées par le biais du championnat (1 place au premier tour de qualification de Ligue des champions 2017-2018 et 2 places au premier tour de qualification de Ligue Europa). Une place au deuxième tour de qualification pour la Ligue Europa sera garantie au vainqueur de la State Cup.

## Participants
| \| Beitar Jérusalem Bnei Yehoudah Bnei Sakhnin Ashdod Hapoël Ashkelon Hapoël Beer-Sheva Hapoël Haïfa Hapoël Kiryat Shmona Hapoël Raanana Maccabi Haïfa Maccabi Petah-Tikva Maccabi Netanya Hapoël Acre Maccabi Tel-Aviv \| Localisation des clubs. |
| Beitar Jérusalem Bnei Yehoudah Bnei Sakhnin Ashdod Hapoël Ashkelon Hapoël Beer-Sheva Hapoël Haïfa Hapoël Kiryat Shmona Hapoël Raanana Maccabi Haïfa Maccabi Petah-Tikva Maccabi Netanya Hapoël Acre Maccabi Tel-Aviv                               |

Légende des couleurs
- Deuxième tour de qualification de la Ligue des Champions 2017-2018
- Deuxième tour de qualification de la Ligue Europa 2017-2018
- Premier tour de qualification de la Ligue Europa 2017-2018
- Promu de Liga Leumit 2016-2017

| Club                 | Classement 2016-2017 | Entraîneur | Stade            | Capacité théorique |
| -------------------- | -------------------- | ---------- | ---------------- | ------------------ |
| Hapoël Beer-Sheva    | 1                    |            | Stade Turner     | 16 126             |
| Maccabi Tel-Aviv     | 2                    |            | Stade de Netanya | 13 610             |
| Beitar Jérusalem     | 3                    |            | Stade Teddy      | 31 733             |
| Maccabi Petah-Tikva  | 4                    |            | Stade HaMoshava  | 11 500             |
| Bnei Sakhnin         | 5                    |            | Stade Doha       | 8 500              |
| Maccabi Haïfa        | 6                    |            | Stade Sammy-Ofer | 30 942             |
| Hapoël Kiryat Shmona | 7                    |            | Stade municipal  | 5 300              |
| Hapoël Haïfa         | 8                    |            | Stade Sammy-Ofer | 30 942             |
| MS Ashdod            | 9                    |            | Stade Yud-Alef   | 7 800              |
| Hapoël Raanana       | 10                   |            | Stade de Netanya | 13 610             |
| Bnei Yehoudah        | 11                   |            | Stade HaMoshava  | 11 500             |
| Hapoël Ashkelon      | 12                   |            | Stade Sala       | 5 250              |
| Maccabi Netanya      | 1 (LL)               |            | Stade de Netanya | 13 610             |
| Hapoël Acre          | 2 (LL)               |            | Stade municipal  | 5 000              |

## Compétition

### Première phase

#### Classement
Le classement est établi sur le barème de points classique (victoire à 3 points, match nul à 1, défaite à 0).
| Rang | Équipe               | Pts  | J  | G  | N | P  | Bp | Bc | Diff |
| ---- | -------------------- | ---- | -- | -- | - | -- | -- | -- | ---- |
| 1    | Hapoël Beer-Sheva T  | 57   | 26 | 17 | 6 | 3  | 43 | 18 | +25  |
| 2    | Beitar Jérusalem     | 56   | 26 | 17 | 5 | 4  | 60 | 30 | +30  |
| 3    | Maccabi Tel-Aviv     | 55   | 26 | 16 | 7 | 3  | 44 | 20 | +24  |
| 4    | Hapoël Haïfa         | 52   | 26 | 15 | 7 | 4  | 36 | 21 | +15  |
| 5    | Maccabi Netanya P    | 45   | 26 | 12 | 9 | 5  | 43 | 29 | +14  |
| 6    | Bnei Yehoudah        | 40   | 26 | 11 | 7 | 8  | 32 | 26 | +6   |
| 7    | Maccabi Petach-Tikva | 33   | 26 | 9  | 6 | 11 | 30 | 35 | -5   |
| 8    | Hapoël Kiryat Shmona | 32   | 26 | 9  | 5 | 12 | 28 | 30 | -2   |
| 9    | Bnei Sakhnin         | 30   | 26 | 8  | 6 | 12 | 24 | 35 | -11  |
| 10   | Maccabi Haïfa        | 25   | 26 | 6  | 7 | 13 | 26 | 33 | -7   |
| 11   | Hapoël Raanana       | 24   | 26 | 6  | 6 | 14 | 23 | 40 | -17  |
| 12   | MS Ashdod            | 21   | 26 | 4  | 9 | 13 | 22 | 39 | -17  |
| 13   | Hapoël Ashkelon      | 17   | 26 | 3  | 8 | 15 | 19 | 39 | -20  |
| 14   | Hapoël Acre P        | 12-4 | 26 | 4  | 2 | 20 | 19 | 54 | -35  |

Légende
- qualification pour la poule pour le titre
- qualification pour la poule de relégation

Abréviations
- T : Tenant du titre
- S : Vainqueur de la Supercoupe d'Israël 2017
- P : Promus de Liga Leumit liga 2016-2017

#### Résultat des rencontres
| Résultats (▼dom., ►ext.)                                   | ASH | BEI | BnS | BnY | HAS | HBS | HHA | HKI | MNE | HRA | HAC | MHA | MPT | MTA |
| MS Ashdod                                                  |     | -   | -   | -   | -   | -   | -   | -   | -   | -   | -   | -   | -   | -   |
| Beitar Jérusalem                                           | -   |     | -   | -   | -   | -   | -   | -   | -   | -   | -   | -   | -   | -   |
| Bnei Sakhnin                                               | -   | -   |     | -   | -   | -   | -   | -   | -   | -   | -   | -   | -   | -   |
| Bnei Yehoudah                                              | -   | -   | -   |     | -   | -   | -   | -   | -   | -   | -   | -   | -   | -   |
| Hapoël Ashkelon                                            | -   | -   | -   | -   |     | -   | -   | -   | -   | -   | -   | -   | -   | -   |
| Hapoël Beer-Sheva                                          | -   | -   | -   | -   | -   |     | -   | -   | -   | -   | -   | -   | -   | -   |
| Hapoël Haïfa                                               | -   | -   | -   | -   | -   | -   |     | -   | -   | -   | -   | -   | -   | -   |
| Hapoël Kiryat Shmona                                       | -   | -   | -   | -   | -   | -   | -   |     | -   | -   | -   | -   | -   | -   |
| Maccabi Netanya                                            | -   | -   | -   | -   | -   | -   | -   | -   |     | -   | -   | -   | -   | -   |
| Hapoël Raanana                                             | -   | -   | -   | -   | -   | -   | -   | -   | -   |     | -   | -   | -   | -   |
| Hapoël Acre                                                | -   | -   | -   | -   | -   | -   | -   | -   | -   | -   |     | -   | -   | -   |
| Maccabi Haïfa                                              | -   | -   | -   | -   | -   | -   | -   | -   | -   | -   | -   |     | -   | -   |
| Maccabi Petach-Tikva                                       | -   | -   | -   | -   | -   | -   | -   | -   | -   | -   | -   | -   |     | -   |
| Maccabi Tel-Aviv                                           | -   | -   | -   | -   | -   | -   | -   | -   | -   | -   | -   | -   | -   |     |
| - Victoire à domicile - Match nul - Victoire à l'extérieur |     |     |     |     |     |     |     |     |     |     |     |     |     |     |

### Deuxième phase

#### Poule pour le titre

##### Classement
Les clubs conservent la totalité des points acquis lors de la première phase.
| Rang | Équipe              | Pts | J  | G  | N  | P  | Bp | Bc | Diff |
| ---- | ------------------- | --- | -- | -- | -- | -- | -- | -- | ---- |
| 1    | Hapoël Beer-Sheva T | 80  | 36 | 24 | 8  | 4  | 70 | 27 | +43  |
| 2    | Maccabi Tel-Aviv    | 71  | 36 | 21 | 8  | 7  | 60 | 33 | +27  |
| 3    | Beitar Jérusalem    | 68  | 36 | 20 | 8  | 8  | 75 | 51 | +24  |
| 4    | Hapoël Haïfa C      | 62  | 36 | 17 | 11 | 8  | 48 | 39 | +9   |
| 5    | Maccabi Netanya P   | 58  | 36 | 16 | 10 | 10 | 59 | 54 | +5   |
| 6    | Bnei Yehoudah       | 46  | 36 | 12 | 10 | 14 | 47 | 41 | +6   |

Qualifications européennes
- 1er : premier tour de qualification de la Ligue des champions 2018-2019
- C : deuxième tour de qualification de la Ligue Europa 2018-2019
- 2e et 3e : premier tour de qualification de la Ligue Europa 2018-2019

Abréviations
- T : Tenant du titre
- C : Vainqueur de la Coupe d'Israël 2017-2018
- S : Vainqueur de la Supercoupe d'Israël 2017

#### Poule de relégation

##### Classement
Les clubs conservent la totalité des points acquis lors de la première phase.
| Rang | Équipe               | Pts  | J  | G  | N  | P  | Bp | Bc | Diff |
| ---- | -------------------- | ---- | -- | -- | -- | -- | -- | -- | ---- |
| 7    | Hapoël Kiryat Shmona | 45   | 33 | 13 | 6  | 14 | 39 | 36 | +3   |
| 8    | Maccabi Petach-Tikva | 43   | 33 | 12 | 7  | 14 | 40 | 44 | -4   |
| 9    | Hapoël Raanana       | 40   | 33 | 11 | 7  | 15 | 36 | 45 | -9   |
| 10   | Maccabi Haïfa        | 38   | 33 | 10 | 8  | 15 | 38 | 39 | -1   |
| 11   | Bnei Sakhnin         | 38   | 33 | 10 | 8  | 15 | 32 | 47 | -15  |
| 12   | MS Ashdod            | 28   | 33 | 6  | 10 | 17 | 29 | 48 | -19  |
| 13   | Hapoël Ashkelon      | 21   | 33 | 4  | 9  | 20 | 23 | 51 | -28  |
| 14   | Hapoël Acre P        | 20-2 | 33 | 6  | 4  | 23 | 26 | 67 | -41  |

Légende
- 13e et 14e : relégation en Liga Leumit

Abréviations
- P : Promus de Liga Leumit 2016-2017

## Bilan de la saison
| Championnat d'Israël de football 2017-2018                        |                              |
| Champion                                                          | Hapoël Beer-Sheva (5e titre) |
| Coupes et trophées                                                |                              |
| Vainqueur de la Coupe d'Israël 2017-2018                          | Hapoël Haïfa                 |
| Qualifications continentales                                      |                              |
| Ligue des champions de l'UEFA 2018-2019                           | Hapoël Beer-Sheva            |
| Ligue Europa 2018-2019                                            | Hapoël Haïfa                 |
| Ligue Europa 2018-2019                                            | Beitar Jérusalem             |
| Ligue Europa 2018-2019                                            | Maccabi Tel-Aviv             |
| Promotions et relégations                                         |                              |
| Promus en Championnat d'Israël de football                        | Hapoël Tel-Aviv              |
| Relégués en Championnat d'Israël de football de deuxième division | Hapoël Ashkelon              |
| Relégués en Championnat d'Israël de football de deuxième division | Hapoël Acre                  |